# جورج غاردينر (ملاكم)
جورج غاردينر (بالإنجليزية: George Gardiner)‏ مواليد 17 مارس 1877 في مقاطعة كلير، جمهورية أيرلندا - الوفاة 08 يوليو 1954، كان ملاكم محترف أيرلندي صنّف ضمن فئة الوزن المتوسط. كان أول بطل للعام بلا منازع في الوزن الثقيل الخفيف.

## إحصائيات
خاض خلال مسيرته 68 نزالا، فاز في 45 وتعادل في 9 وخسر في 12. فاز بالضربة القاضية في 31 نزالا.

## روابط خارجية
- جورج غاردينر على موقع بوكس ريك (الإنجليزية) (registration required)